# PLINQ
Parallel Extensions (PLINQ) numele de dezvoltare pentru o bibliotecă de concurgență gestionată dezvoltată printr-o colaborare între Microsoft Research și echipa CLR de la Microsoft. Biblioteca a fost lansată în versiunea 4.0 a .NET Framework. Este compus din două părți: paralel LINQ (PLINQ) și Task Parallel Library (TPL). Acesta constă, de asemenea, dintr-un set de structuri de coordonare a datelor (CDS) - seturi de structuri de date utilizate pentru sincronizarea și coordonarea executării sarcinilor concurente.
O interogare PLINQ este asemănătoare cu una LINQ. Diferența este ca PLINQ încearcă să pună în valoare toate procesoarele sistemului. Realizează acest lucru prin împărțirea sursei de date în mai multe segmente și apoi executând interogarea pe fiecare segment, pe fire de execuție diferite, rulând în paralel pe mai multe procesoare.

## Când este folosit modul secvențial?
PLINQ va încerca întotdeauna să execute o interogare cel puțin la fel de rapid ca și cum ar rula secvențial. Mai exact caută operatori sau combinații de operatori care de obicei fac execuția mai lentă in modul paralel. Când gasește aceste combinații rulează în mod secvențial.
După mai multe teste utilizatorul poate realiza că o interogare poate rula mai repede în modul paralel. În aceste cazuri utilizatorul poate folosi metoda WithExecutionMode.
```
static
 
void
 
ForceParallel
()

{

    
var
 
customers
 
=
 
GetCustomers
();

    
var
 
parallelQuery
 
=
 
(
from
 
cust
 
in
 
customers
.
AsParallel
()

                            
.
WithExecutionMode
(
ParallelExecutionMode
.
ForceParallelism
)

                         
where
 
cust
.
City
 
==
 
"Berlin"
 

                         
select
 
cust
.
CustomerName
)

                        
.
ToList
();

}

```

## Sintaxă
Diferența între o interogare simplă LINQ și una PLINQ este folosirea metodei AsParalel în sursa de date și executarea interogării folosind ForAll.
```
   
var
 
source
 
=
 
Enumerable
.
Range
(
100
,
 
20000
);

           

            
var
 
parallelQuery
 
=
 
from
 
num
 
in
 
source
.
AsParallel
()

                                
where
 
num
 
%
 
10
 
==
 
0

                                
select
 
num
;

            
// Rezultatele sunt procesate in paralel

            
parallelQuery
.
ForAll
((
e
)
 
=>
 
DoSomething
(
e
));

```